# ASV Fürth
Der ASV Fürth ist ein deutscher Sportverein mit Sitz im bayerischen Fürth in Mittelfranken.

## Geschichte
Die Gründungsveranstaltung des Vereins fand am 24. November 1945 statt, bei dieser schlossen sich dann einige vor dem Zweiten Weltkrieg aufgelöste und noch bestehende Vereine wie der VfR Fürth zu einem neuen Großverein, dem Allgemeinen Sportverein Fürth, zusammen. Zum Zeitpunkt der ersten ordentlichen Jahreshauptversammlung besaß der Verein somit schon 1100 Mitglieder. Der Verein besaß zu dieser Zeit eine Fußball-, Handball-, Kanu-, Schwimm-, Box-, Ringer-, Stemmer-, Leichtathletik-, Tischtennis-, Turn- und Frauengymnastikabteilung. Zudem wurde zu dieser Zeit auch noch eine Wintersportabteilung neugegründet. Beim Verabschieden einer neuen Satzung am 5. März 1948 hatte der Verein dann schon 1600 Mitglieder und wurde dann auch ins Vereinsregister eingetragen. Bedingt durch die Währungsreform sank die Mitgliederzahl dann aber wieder auf 1200. In einer außerordentlichen Mitgliederversammlung wurde dann am 15. Juli 1949 der Austritt der Kanuabteilung erlaubt. Im Jahr 1953 konnten dann zwei Ringer des Vereins an Ausscheidungskämpfen für Olympia teilnehmen, der Verein war zu dieser Zeit in der Ringer-Oberliga positioniert. Am 20. März 1955 wurde dann bekanntgegeben, dass der Sportplatz an der Magazinstraße durch Kauf in den Besitz des Vereins übergangenen war. Am 26. März 1971 hatte der Verein dann noch 921 Mitglieder. Zu dieser Zeit hatte sich die Abteilungen Boxen, Tischtennis und Leichtathletik auch aufgelöst. Das Angebot wurde dann aber von der neuen Judo-Abteilung ergänzt. Im Jahr 1979 gründete sich dann noch eine Tennis-Abteilung. Im Jahr 1983 besaß der Verein dann wieder 1100 Mitglieder. Noch vor dem Jahr 2000 gründete sich dann auch noch die Ju-Jutsu Abteilung.

### Fußball
In der Saison 1946/47 spielte der Verein als Neuling in der damals zweitklassigen Landesliga Bayern und beendete diese Saison mit 18:22 Punkten auf dem sechsten Platz. Nach der Saison 1947/48 stieg der Verein dann bedingt durch die Verkleinerung der Liga und dem neunten Platz ab.
Im Jahr 1957 fand erstmals auf Initiative des Vereins ein internationales Jugendturnier statt, welches bis zum Jahr 1994 jedes Jahr ausgetragen wurde. Danach wurde die Serie aus Kostengründen nicht mehr fortgeführt.
In der Saison 2004/05 spielte die Mannschaft in der Kreisklasse West und belegte am Ende in dieser Saison den fünften Platz. Nach der Saison 2006/07 konnte mit 89 Punkten dann der erste Platz belegt werden. Somit stieg der Verein zur nächsten Saison in die Kreisliga Nürnberg auf, wo auch gleich der zweite Platz am Ende der ersten Saison dort belegt werden konnte. Nun in der Bezirksliga Mittelfranken Nord befindlich kam der Verein am Ende der Saison mit 42 Punkten auf den neunten Platz. Die Zeit in der Bezirksliga endete dann nach der Saison 2013/14 mit dem 16. Platz und dem Abstieg in die Kreisliga. Dort kam das Team dann auch nur noch auf den 12. Platz, womit man sich vom Relegationsspiel gerade so fernhalten konnte. Nach der nächsten Saison konnte sich dann mit 60 Punkten und dem zweiten Platz der Platz für die Relegation zum erneuten Aufstieg gesichert werden. Das Spiel bei der SG Herrieden gewann der ASV dann auch mit 1:4. Zurück in der Bezirksliga war dann am Ende der Saison mit 47 Punkten der neunte Platz drin. Nach der Saison 2018/19 stieg der Verein dann allerdings mit nur 24 Punkten über den 17. Tabellenplatz wieder ab. Von der Saison 2019/20 bis 2022/23 spielte man in der Kreisliga. Nach dem Abstieg 2022/23 gelang in der Saison 2023/24 als souveräner Meister der Kreisklasse Nürnberg/Frankenhöhe Gruppe 3 der sofortige Wiederaufstieg in die Kreisliga.

#### Bekannte Spieler
- Mettin Copier